# Tanakaea radicans
Genre
Espèce
Tanakaea radicans, ou Tanakea radicans, est une espèce de plantes à fleurs, la seule du genre monotypique Tanakaea, ou Tanakea, de la famille des Saxifragaceae et que l'on trouve en Extrême-Orient.

## Description
Tanakea radicans est une plante vivace couvre-sol dont la tige peut atteindre 6,5 à 12,5 cm de hauteur. Ses rhizomes allongés de manière transversale mesurent 2 mm de diamètre. Ses feuilles persistentes duveteuses possèdent un pétiole de 1,5 à 6,6 cm. Elles sont d'un vert brillant et de forme ovale ou elliptique mesurant de 0,8 à 2,9 cm de longueur et de 1 à 1,3 cm de largeur.
Ses inflorescences de 3,5 cm environ sont formées de petites fleurs blanchâtres dont les sépales sont de forme étroitement ovale à lancéolée (1,6 mm × 0,6 mm), glabres et pointus.
Le fruit est une petite capsule de 4 mm.
Tanakaea radicans fleurit d'avril à octobre dans son environnement d'origine. C'est une plante idéale en rocaille.

## Distribution et habitat
Tanakaea se rencontre en Chine au sud du Sichuan et au Japon dans des zones rocheuses humifères et ombragées.

## Taxinomie
Tanakaea radicans a été décrite par Franchet et Savatier dans leur ouvrage Enumeratio Plantarum in Japonia Sponte Crescentium ..., 2(2): 352, publié en 1878. L'espèce est dédiée au botaniste japonais Yoshio Tanaka (1838-1916).
Synonymes :
- Tanakaea omeiensis Nakai
- Tanakaea omeiensis var. nanchuanensis W.T. Wang

### GenreTanakea
- (en) GRIN : genre Tanakea  Franch. & Sav., orth. var. (Synonym of: Tanakaea  Franch. & Sav.) (+liste d'espèces contenant des synonymes) (consulté le 9 août 2014)
- (en) Tropicos : Tanakea Franch. & Sav.  (+ liste sous-taxons) (consulté le 9 août 2014)

### GenreTanakaea
- (en) Catalogue of Life : Tanakaea Franch. & Sav. (consulté le 13 décembre 2020)
- (en) Flora of China : Tanakaea  (consulté le 9 août 2014)
- (en) GRIN : genre Tanakaea  Franch. & Sav. (+liste d'espèces contenant des synonymes) (consulté le 9 août 2014)
- (en) NCBI : Tanakaea (taxons inclus) (consulté le 9 août 2014)
- (en) The Plant List : Tanakaea  (consulté le 9 août 2014)
- (en) Tropicos : Tanakaea Franch. & Sav. Non valide  (+ liste sous-taxons) (consulté le 24 novembre 2018) Tropicos considère Tanakaea comme erreur typographique pour Tanakea

### EspèceTanakea radicans
- (en) Tropicos : Tanakea radicans Franch. & Sav.  (+ liste sous-taxons) (consulté le 9 août 2014)

### EspèceTanakaea radicans
- (en) Catalogue of Life : Tanakaea radicans Franch. & Sav. (consulté le 21 décembre 2020)
- (en) Flora of China : Tanakaea radicans  (consulté le 9 août 2014)
- (en) NCBI : Tanakaea radicans (taxons inclus) (consulté le 9 août 2014)
- (en) The Plant List : Tanakaea radicans Franch. & Sav.  (source : Tropicos.org) (consulté le 9 août 2014)